# Albenga
Albenga – miasto i gmina we Włoszech, w regionie Liguria, w prowincji Savona, nad Zatoką Genueńską.
Według danych na rok 2004 gminę zamieszkiwało 22 386 osób, 621,8 os./km².
Miasto jest znanym ośrodkiem turystycznym i kąpieliskiem, posiada dobrze rozwinięty przemysł materiałów budowlanych.

## Współpraca
- Dabas, Węgry